# Papuagrion pesechem
Papuagrion pesechem är en trollsländeart. Papuagrion pesechem ingår i släktet Papuagrion och familjen dammflicksländor.

## Underarter
Arten delas in i följande underarter:
- P. p. corniculatum
- P. p. pesechem